# Erginulus singularis
Erginulus singularis is een hooiwagen uit de familie Cosmetidae.